# Pousada (Guarda)
Pousada is een plaats (freguesia) in de Portugese gemeente Guarda en telt 179 inwoners (2001).